# Francisco Caamaño
Pour les articles homonymes, voir Caamaño.
Francisco Manuel Caamaño Domínguez, né le 8 janvier 1963 à Cee, est un homme politique espagnol membre du Parti socialiste ouvrier espagnol (PSOE).
Il est nommé en 2004 secrétaire d'État aux Relations avec les Cortes Generales sous la direction de María Teresa Fernández de la Vega et participe notamment aux négociations de réforme des différents statuts d'autonomies, en particulier celui de Catalogne. Reconduit en 2008, il est choisi un an plus tard pour devenir ministre de la Justice en remplacement de Mariano Fernández Bermejo. À ce poste, il a notamment fait adopter une importante réforme du Code pénal.

## Éléments personnels

### Formation et vie professionnelle
Après avoir obtenu une licence de droit à l'université de Saint-Jacques-de-Compostelle, il y poursuit ses études supérieures et décroche un doctorat en droit. Il est alors recruté comme professeur assistant, puis professeur titulaire de droit constitutionnel par son université. En 1993, il devient avocat (letrado) du Tribunal constitutionnel et le reste jusqu'en 2002.
Nommé directeur de la fondation Démocratie et Gouvernement local en 2001, il obtient en 2002 un poste de professeur des universités à l'université de Valence. Il dispense dans le même temps des enseignements de droit communautaire et de droit régional. Il a également été codirecteur des Cahiers de droit local.

### Vie familiale
Il est marié, et père de deux filles. Il a par ailleurs fait savoir qu'il ne dormait qu'entre trois heures et demie et quatre heures par jour.

## Activité politique

### Secrétaire d'État
En 2004, il est nommé secrétaire d'État aux Relations avec les Cortes Generales au sein du ministère de la Présidence, dirigé par María Teresa Fernández de la Vega. À ce poste, il fut notamment chargé de négocier la réforme des statuts d'autonomie et du système de vote aux élections locales, pour permettre le vote des expatriés.

### Ministre de la Justice
Reconduit en 2008 avec le titre de secrétaire d'État aux Affaires constitutionnelles et parlementaires, Francisco Caamaño est nommé ministre de la Justice le 23 février 2009, à la suite de la démission de Mariano Fernández Bermejo. Il prête serment dès le lendemain.
Il intègre l'appareil du PSOE le 7 novembre suivant, du fait de son élection au poste de président de la commission exécutive du Parti socialiste de Galice dans la province de La Corogne. Le 29 avril 2010, il fait adopter par le Congrès des députés, grâce au soutien des députés catalans et l'abstention des conservateurs, un nouveau Code pénal, qui renforce la lutte contre la corruption et rend imprescriptible les crimes et délits de pédophilie. À la fin du mois de juillet 2011, à moins d'un an des élections générales, il propose une grande réforme de la loi de procédure pénale (Ley de Enjuciamento Criminal), datant du XIXe siècle, prévoyant de confier l'instruction aux procureurs (Fiscales), dont l'indépendance serait alors garantie, de créer un juge des garanties (juez de garantías), et d'unifier dans une seule loi organique tous les droits fondamentaux relatifs à la procédure pénale (Ley Orgánica de Desarrollo de los Derechos Fundamentales Vinculados al Proceso Penal). Le scrutin étant avancé au 20 novembre, la durée des procédures législatives rend impossible l'adoption de ce texte.

### Dans l'opposition
Au mois d'octobre suivant, il est investi tête de liste socialiste dans la circonscription de La Corogne, en vue des élections générales. Élu député, il devient, le 2 juin 2012, secrétaire général du PSOE dans la province de La Corogne avec 58,8 % des voix lors du congrès provincial.